# Epigynopteryx straminea
Epigynopteryx straminea är en fjärilsart som beskrevs av W. Warren 1897. Epigynopteryx straminea ingår i släktet Epigynopteryx och familjen mätare. Inga underarter finns listade i Catalogue of Life.